# Estádio Rei Balduíno
O Estádio Rei Balduíno (em francês: Stade Roi-Baudouin, e em neerlandês: Koning Boudewijnstadion), também conhecido como Estádio de Balduíno é um estádio localizado em Bruxelas, na Bélgica.
Inaugurado em 23 de agosto de 1930 com o nome de Stade du Jubilé (Estádio do Jubiléu, por ter sido inaugurado alguns dias após o Centenário de Independência da Bélgica), com a presença do então príncipe Leopoldo, Duque de Brabante. Foi construído no planalto de Heysel e foi uma das atrações da Feira Mundial de 1935.
Tinha capacidade para 70 000 pessoas na época e uma pista de ciclismo de madeira circundava o gramado.
Após a Segunda Guerra Mundial, o estádio passou a ser chamado de Estádio de Heysel (em francês: Stade du Heysel, e em neerlandês: Heizelstadion).
Sediou quatro finais da Liga dos Campeões da UEFA: 1958, 1966, 1974 e 1985 e três vezes a Recopa Europeia: 1964, 1976 e 1980. Em 29 de Maio de 1985, durante a final da Liga, ocorreu o que ficou conhecido como a Tragédia de Heysel, quando 39 torcedores morreram numa briga de hooligans. Durante 10 anos, o estádio só foi utilizado para competições de atletismo.
Uma década depois, o estádio foi reformado e renomeado em homenagem ao rei Balduíno, falecido dois anos antes. Ele foi reaberto em 23 de agosto de 1995 como sede da Seleção Belga de Futebol e o maior estádio da Bélgica, com 50 093 lugares. Recebeu a cerimônia de abertura da Eurocopa 2000.
Em maio de 2006, a Federação Belga de Futebol decidiu não utilizar mais o estádio como sede da Seleção Belga de Futebol e das finais da Copa da Bélgica, por ter entradas muitos estreitas.